# 로빈슨 크루소
《로빈슨 크루소》는 영국의 작가 대니얼 디포가 1719년에 발표한 장편 소설이자 소설 속 주인공의 이름이다. 이 소설은 로빈슨 크루소가 무인도에 표착하는 사건을 다룬 가상의 자서전이다. 원제는 《조난을 당해 모든 선원이 사망하고 자신은 아메리카 대륙 오리노코강 가까운 무인도 해변에서 28년 동안 홀로 살다가 마침내 기적적으로 해적선에 구출된 요크 출신 뱃사람 로빈슨 크루소가 그려낸 자신의 생애와 기이하고도 놀라운 모험 이야기》(The Life and Strange Surprizing Adventures of Robinson Crusoe, Of York, Mariner: Who lived Eight and Twenty Years, all alone in an un-inhabited Island on the Coast of America, near the Mouth of the Great River of Oroonoque; Having been cast on Shore by Shipwreck, wherein all the Men perished but himself. With An Account how he was at last as strangely deliver'd by Pyrates)이다.

## 줄거리
요크 태생의 크루소가 아버지의 충고에도 불구하고, 모험 항해를 나서다가 바다에 난파되어 무인도에 표착한다. 크루소는 무인도에서 혼자의 힘으로 생활하면서 탈출할 배를 만든다. 그때 식인종에게 먹힐 뻔한 포로 원주민인 프라이데이(Friday)를 구출하여 친구이자 하인으로 삼고, 영어와 기독교 성경을 가르친다. 이후 무인도에 기착한 영국의 반란선을 진압해 선장을 구출하고, 브라질에 있는 자신의 농장을 방문하며 28년 만에 자신의 고국인 영국으로 돌아오는 이야기이다.

## 영향
동시대의 문인 조너선 스위프트의 대표작 《걸리버 여행기》도 이 소설의 영향을 받은 것으로 알려져 있다. 《로빈슨 크루소》가 발표된 지 43년 후 《에밀》을 쓴 장자크 루소는 《로빈슨 크루소》를 두고 "자연교육에 관한 가장 적절한 논문"이며 "에밀이 읽어야 할 최초의 책"이라 평했다. 한편 이 소설은 경제학적인 관점에서 주목을 받아왔다. 칼 마르크스는 《자본론》에서 로빈슨 크루소를 예로 사용하고 있으며, 실비오 게젤은 주요 저서 자연 경제 질서에서 자신의 로빈슨 크루소 이야기를 엮어내고 있다. 또한 막스 베버는 개신교 윤리와 자본주의 정신에서 로빈슨 이야기를 거론하며 로빈슨 크루소로부터 합리주의적인 개신교 윤리를 읽어내고 있다.

## 한국어 번역
《로빈슨 크루소》는 1953년 동국출판사에서 역자 미상의 번역본으로 출간된 이래 2003년 기준 41종의 한국어 번역이 출판되었다. 대한민국에서 이 책은 아동문학의 고전으로, 영한대역본과 함께 여러 청소년용, 아동용 도서가 시중에 출판되어 있다.